# ユーグレナ (企業)
株式会社ユーグレナ（英: euglena Co.,Ltd.）は、東京都港区に本社を置くバイオベンチャーである。

## 概要
藻類の一種であるミドリムシ（学名：ユーグレナ）を中心とした微細藻類に関する研究開発、生産管理・品質管理、関連商品の製造・販売などを行っている。
ミドリムシが59種類の栄養素を持つことを生かし、健康食品や化粧品の製造・販売を行う傍ら、ミドリムシ由来のバイオディーゼル燃料やバイオジェット燃料などの研究開発を行っている。

## 沿革

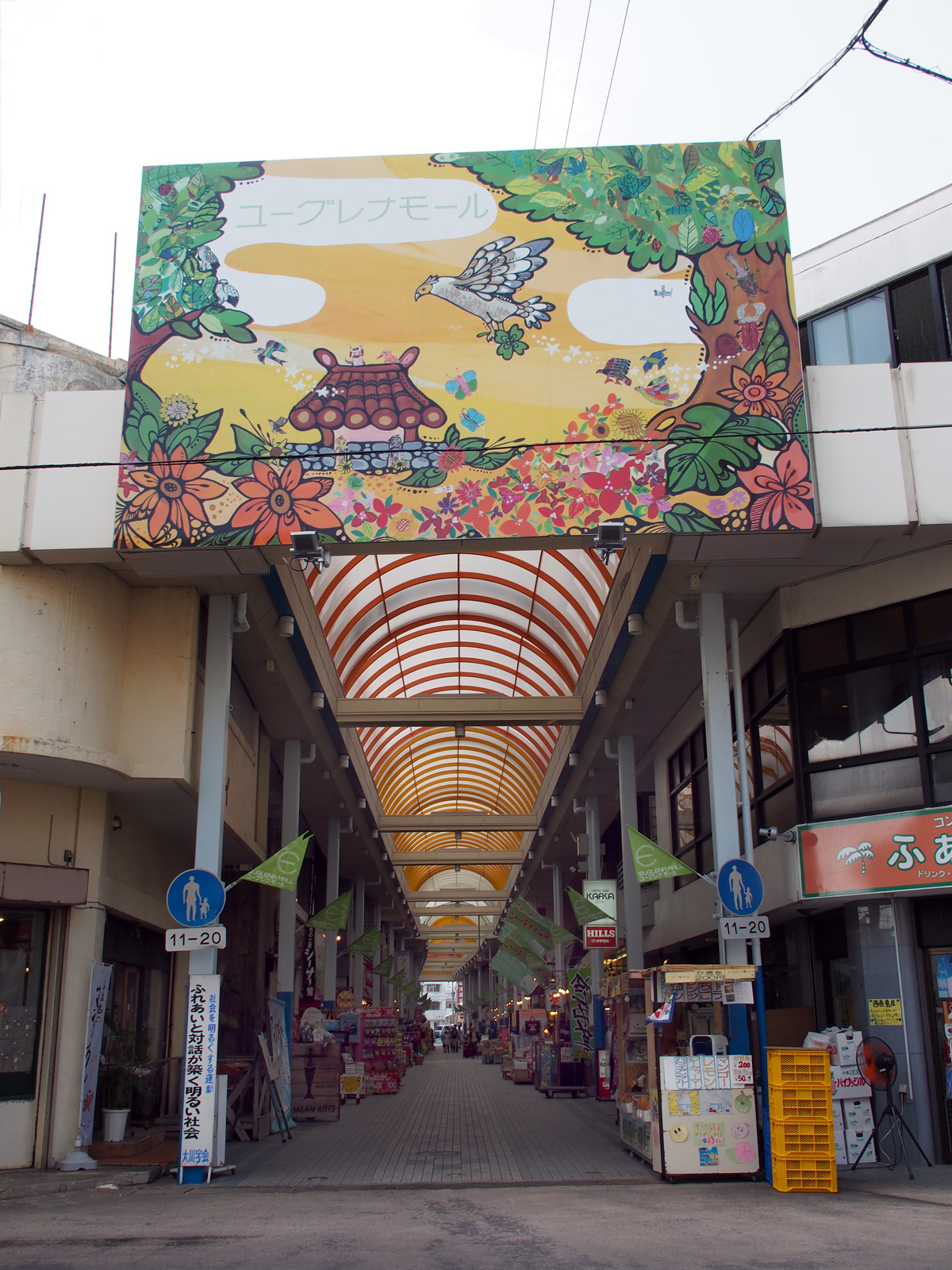
「ユーグレナモール」中央通り（2012年）

2005年、出雲充が仲間2名と会社を設立。ベンチャー支援をしていたライブドア社長（当時）の堀江貴文もユーグレナの株式を買い株主となる。その後、株式会社インスパイアが堀江の持ち分を引き受けて全面的に支援を行う。インスパイアでユーグレナの支援を担当した永田暁彦は、のちにユーグレナの社外取締役を経て完全移籍し、ユーグレナの副社長となった。
2005年12月16日、世界で初めてミドリムシの屋外大量培養に成功する。
当初は約500社に営業しても「他社で採用実績がない商品は扱えない」と断られ、一時は資金繰りに窮しかけた。2007年末、雑誌でユーグレナを知った伊藤忠商事の担当者からコンタクトがあり、翌2008年5月に提携。その後は栄養食品やバイオ燃料生産用に受注が増えた。
2010年3月、沖縄県石垣市（石垣島）大川にある日本最南端のアーケード商店街あやぱにモールの命名権を取得し、ユーグレナモールと名づけた。
2012年12月20日、東京証券取引所マザーズ上場。2014年12月3日には東京証券取引所第一部に市場変更した。
2014年7月1日、いすゞ自動車とミドリムシ由来の次世代バイオディーゼル燃料実用化に向けた共同研究プロジェクト「DeuSEL（デューゼル）プロジェクト」をスタートした。
2015年1月、第1回日本ベンチャー大賞を受賞した。
沖縄県石垣市の石垣港にある石垣港離島ターミナルの命名権を取得し、愛称をユーグレナ石垣港離島ターミナルとした。
2019年8月、地球環境や健康に対する課題解決を目指す上で、未来を生きる当事者たちに議論に参加してもらう必要性を感じ、18歳以下のCFO（Chief Future Officer、最高未来責任者）を公募。
2021年2月、ユーグレナ、アドバンテッジパートナーズ、東京センチュリーで構成するSPC、Q-Partnersがコカ・コーラボトラーズジャパンホールディングスからキューサイの全株式を取得。同年5月にコールオプションを行使しQ-Partnersにおけるユーグレナの持分比率を49%に高めて連結子会社化。
2023年1月、丸井グループ、ロート製薬とそれぞれ資本業務提携契約を締結したことを発表。丸井グループとはサステナブルな社会を実現するための共創推進を、ロート製薬とは持続可能な社会の実現に向けた協業推進をそれぞれ目的としている。

## 事業

### バイオ燃料事業

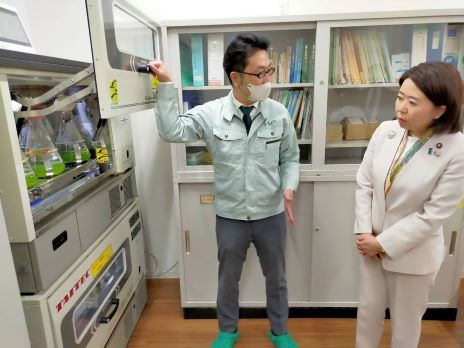
石垣市にある生産技術研究所を視察する内閣府特命担当大臣（沖縄及び北方対策担当）の自見英子

2015年、ミドリムシを原料とするバイオ燃料を実用化するための実証設備を横浜市に建設することを発表。千代田化工建設、伊藤忠エネクス、いすゞ自動車、全日本空輸と共同で設備の建設や原料の調達等を行い、2018年前半の稼働を予定。この実証設備では、1週間に東京～大阪間の航空機1往復分の燃料に相当する量を生成可能とされた。2020年に航空機の有償フライトとバスの公道走行を行うことが目標とされ、また、2020年以降には400倍規模の商用プラントを建設することも検討するとしていた。
2017年6月、横浜市鶴見区で実証設備に着工。総投資額は58億円。2018年10月に竣工した。バイオディーゼル燃料は2020年3月に完成し、同年4月からいすゞ自動車藤沢工場のシャトルバスへの供給が開始された。
2021年6月4日には、国土交通省航空局の飛行検査機でバイオジェット燃料を使用した飛行に成功。同月29日には民間機であるHondaJetでも使用する とともに、バイオ燃料全般のブランドとして「サステオ（SUSTEO）」を創設したことを発表した。サステオの原料は90%以上の使用済みの食用油と10%以下のユーグレナ油脂からなる。
2021年11月には、マツダがバイオディーゼルタイプの「サステオ」を使用したデミオをスーパー耐久・ST-Qクラスに参戦させることを発表。2022年11月及び2023年1月には政府専用機で使用された。

### 主な製品
- 飲料
  - からだにユーグレナ

主力商品。2014年5月の発売当初は東日本では「飲むユーグレナ」、西日本では「飲むミドリムシ」という商品名であったが、2017年1月に「飲むミドリムシ」に統一[34]。2020年3月に「からだにユーグレナ」にリニューアルした[35]。
  - SPURT（スポーツゼリー飲料）
- 食品
  - ユーグレナ・ファームのきなこねじり（菓子）
  - ユーグレナのみどり麺
- サプリメント
  - パラミロン580
  - メディカプラス
- 基礎化粧品
  - B.C.A.D.シリーズ[36]
  - oneシリーズ

## 評価
ミドリムシの大量培養技術はユーグレナの独自技術であるが、神戸製鋼の子会社がミドリムシの大量培養に成功し、競合はすでにあるという考えもある。エース経済研究所のアナリストは「競合技術は出ているが、ユーグレナが中心になり、後は追随するような技術ではないか。先行優位にある」とユーグレナを評価している。

### 投資上の評価
2012年に東証マザーズへ上場したユーグレナは投資家の間でも人気が高い。株式会社ZUUが運営するウェブサイト「DAILY ANDS」のライターはユーグレナ株を「アベノミクス成長戦略のシンボル的な株になった」としている。IPO時の公募価格である1,700円は、初値で2.3倍の3,900円になった。
その一方で空売り投資家であると指摘されているウェル・インベストメンツ・リサーチ は、2017年1月19日の株式取引開始直前に、ユーグレナ株の「売り」を推奨するレポートを公表し、以下の点を指摘している。
- バイオジェット燃料事業について、ユーグレナ社では2020年までの事業化を予定しているが、このバイオジェット燃料事業に必要な実証プラント建設計画は年単位で遅延が発生している上に、仮に当該実証プラントが完成しても、1週間に当該プラントで生成できる量は東京～大阪間の1往復分の燃料しか生産できないことから、中期経営計画で達成するものとしている5年後のバイオジェット燃料事業の黒字化は困難であるとされる[40]。
- また、この燃料精製に関してユーグレナ社は特許を出願していないのに対し、米国企業の中には特許を有するのみならず、すでに商用化にこぎつけている事業者もあるため、同社の本事業における経営環境は厳しいものとみられる[40]。

ユーグレナ株は一時10%近く下落したが、ウェル・インベストメンツ・リサーチのレポートに対し、ユーグレナ社は「新たな事実が含まれているわけでなく、当社の開示情報および既知の情報をもとに否定的な意見をまとめたものととらえている。われわれは引き続き、ヘルスケア事業の推進による事業の収益向上と、バイオジェット燃料の実現に向けた取り組みを進めていく」とする考えを示している。
なお、会社四季報オンラインによると、株式市場は、ユーグレナの高いPER（160倍）はミドリムシのバイオエネルギーに対する期待の表れであるとしている。また、ユーグレナの時価総額の評価は、株式市場の期待が高すぎて買われすぎているという可能性があるが、株式市場はこれらの企業の中長期的な成長をちゃんと織り込んでいるという見方もある。

## 教科書掲載
高等学校の政治・経済の教科書に、株式会社ユーグレナがベンチャービジネスの事例として紹介されている。

## グループ企業
- キューサイ

## テレビ番組
- 日経スペシャル カンブリア宮殿 "ミドリムシ"ビジネス増殖中！ 食品から燃料まで...壮大な夢に挑む34歳（2014年11月13日、テレビ東京）[45]

## 書籍

### 関連書籍
- 『僕はミドリムシで世界を救うことに決めました。』（2012年12月19日、ダイヤモンド社）ISBN 978-4-478-02182-8
  - 『僕はミドリムシで世界を救うことに決めた。』（2017年2月1日、小学館新書）ISBN 978-4-09-825290-9